# Tsjechoslowaaks voetbalkampioenschap 1922
In 1922 werd het eerste nationale voetbalkampioenschap in Tsjechoslowakije gespeeld. De Tsjechische voetbalbond had zich op 10 april 1921 omgevormd tot de Tsjechoslowaakse voetbalbond (ČSSF), waardoor de weg vrijgemaakt werd voor een kampioenschap voor het ganse land. In 1919 was er een kampioenschap georganiseerd zonder Slowaakse teams. In 1920 en 1921 was de kampioen van de liga van Midden-Bohemen officieus kampioen, omdat dit de sterkste competitie was.
Aan de eindronde namen de kampioenen van de regionale competities deel, waarbij Sparta Praag, de kampioen van Midden-Bohemen, direct in de finale mocht aantreden. De Praagse voetbalclubs waren veel sterker dan de clubs uit de rest van het land en Sparta won autoritair met 7-0 van SK Hradec Králové.

## Deelnemers aan de eindronde
| Gau                | Kampioen                  | Opmerking                       |
| ------------------ | ------------------------- | ------------------------------- |
| Midden-Bohemen     | Sparta Praag              | direct voor de finale geplaatst |
| West-Bohemen       | SK Viktoria Pilsen        |                                 |
| Oost-Bohemen       | SK Hradec Králové         |                                 |
| Hanna              | SK Olomouc                |                                 |
| West-Moravië       | SK Židenice               |                                 |
| Centraal-Slowakije | ŠK Slavia Banská Bystrica |                                 |
| Oost-Slowakije     | AC Špišská Nova Ves       |                                 |
| West-Slowakije     | 1. ČsŠK Bratislava        |                                 |

## Eindronde
Eerst speelde de kampioen van Oost-Slowakije tegen die van Centraal-Slowakije en de winnaar van dit duel speelde tegen de winnaar van West-Slowakije. De winnaar van deze partij ging rechtstreeks naar de derde ronde.
De kampioen van West-Bohemen moest tegen de kampioen van Hanna spelen. De kampioen van Oost-Bohemen speelde tegen de kampioen van West-Moravië. Beide winnaars troffen elkaar in de tweede ronde. De winnaar hiervan trof in de derde ronde de Slowaakse winnaar en de winnaar hiervan mocht dan tegen de kampioen van Midden-Bohemen aantreden.

### Eerste ronde
| Teams               | Teams | Teams                     | Uitslag |
| ------------------- | ----- | ------------------------- | ------- |
| AC Špišská Nova Ves | -     | ŠK Slavia Banská Bystrica | 0:2     |
| 1. ČsŠK Bratislava  | -     | ŠK Slavia Banská Bystrica | 2:1     |
| SK Viktoria Pilsen  | -     | SK Olomouc                | 7:2     |
| SK Hradec Králové   | -     | SK Židenice               | 6:1     |

### Tweede ronde
| Teams             | Teams | Teams              | Uitslag |
| ----------------- | ----- | ------------------ | ------- |
| SK Hradec Králové | -     | SK Viktoria Pilsen | 8:0     |

### Derde ronde
| Teams              | Teams | Teams             | Uitslag |
| ------------------ | ----- | ----------------- | ------- |
| 1. ČsŠK Bratislava | -     | SK Hradec Králové | 2:4     |

### Finale
17 december 1922, Letná-stadion, 6100 toeschouwers
| Teams           | Teams | Teams             | Uitslag |
| --------------- | ----- | ----------------- | ------- |
| AC Sparta Praag | -     | SK Hradec Králové | 7:0     |

1918 · 
1919 · 
1920 · 
1921 · 
1922 · 
1923 · 
1924 · 
1925 · 
1925/26 · 
1927 · 
1927/28 · 
1928/29 · 
1929/30 · 
1930/31 · 
1931/32 · 
1932/33 · 
1933/34 · 
1934/35 · 
1935/36 · 
1936/37 · 
1937/38 · 
1945/46 · 
1946/47 · 
1947/48 · 
1948 · 
1949 · 
1950 · 
1951 · 
1952 · 
1953 · 
1954 · 
1955 · 
1956 · 
1957/58 · 
1958/59 · 
1959/60 · 
1960/61 · 
1961/62 · 
1962/63 · 
1963/64 · 
1964/65 · 
1965/66 · 
1966/67 · 
1967/68 · 
1968/69 · 
1969/70 · 
1970/71 · 
1971/72 · 
1972/73 · 
1973/74 · 
1974/75 · 
1975/76 · 
1976/77 · 
1977/78 · 
1978/79 · 
1979/80 · 
1980/81 · 
1981/82 · 
1982/83 · 
1983/84 · 
1984/85 · 
1985/86 · 
1986/87 · 
1987/88 · 
1988/89 · 
1989/90 · 
1990/91 · 
1991/92 · 
1992/93